# Orconectes
Genre
Orconectes (les orconectes en français) est un genre d'écrevisses.

## Liste des sous-genres
- Orconectes (Billecambarus) Fitzpatrick, 1987
- Orconectes (Buannulifictus) Fitzpatrick, 1987
- Orconectes (Crockerinus) Fitzpatrick, 1987
- Orconectes (Faxonius) Ortmann, 1905
- Orconectes (Gremicambarus) Fitzpatrick, 1987
- Orconectes (Hespericambarus) Fitzpatrick, 1987
- Orconectes (Orconectes) Cope, 1872
- Orconectes (Procericambarus) Fitzpatrick, 1987
- Orconectes (Rhoadesius) Fitzpatrick, 1987
- Orconectes (Tragulicambarus) Fitzpatrick, 1987